# Miklušovce
Miklušovce es un municipio del distrito de Prešov en la región de Prešov, Eslovaquia, con una población estimada a final del año 2024 de 289 habitantes.
Se encuentra ubicado en el centro-sur de la región, en el valle del río Torysa (cuenca hidrográfica del río Tisza) y cerca de la frontera con la región de Košice.

## Demografía
| Año        | 1994 | 2004    | 2014 | 2024     |
| ---------- | ---- | ------- | ---- | -------- |
| Población  | 331  | 340     | 323  | 289      |
| Diferencia |      | +2,71 % | −5 % | −10,52 % |

| Año        | 2023 | 2024    |
| ---------- | ---- | ------- |
| Población  | 287  | 289     |
| Diferencia |      | +0,69 % |